# Weißhaubenkakadu

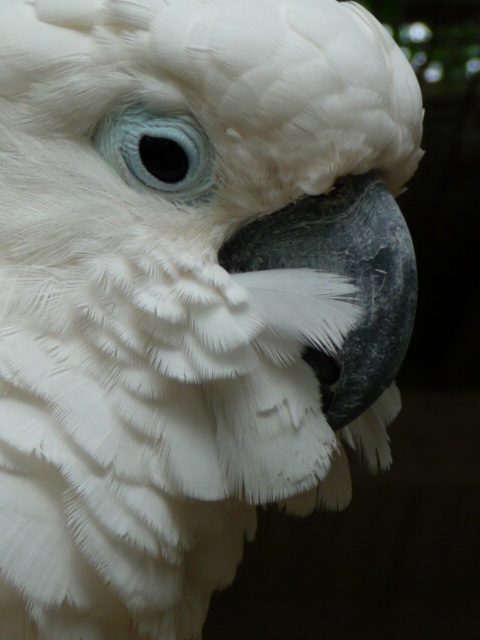
Kopf eines Weißhaubenkakadu

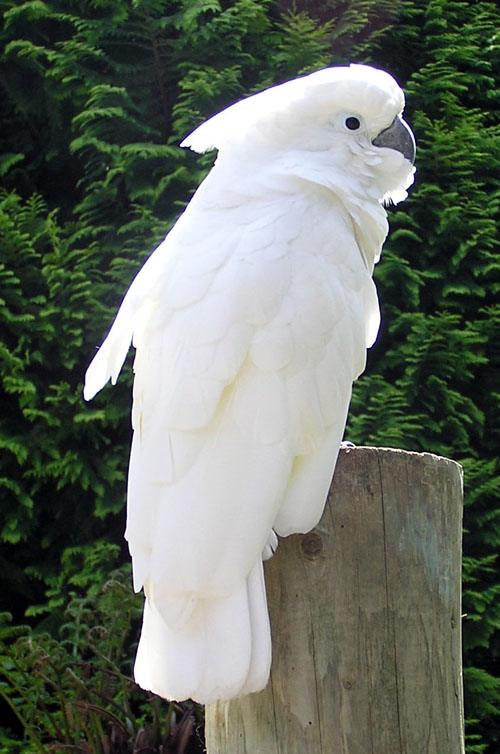
Weißhaubenkakadu

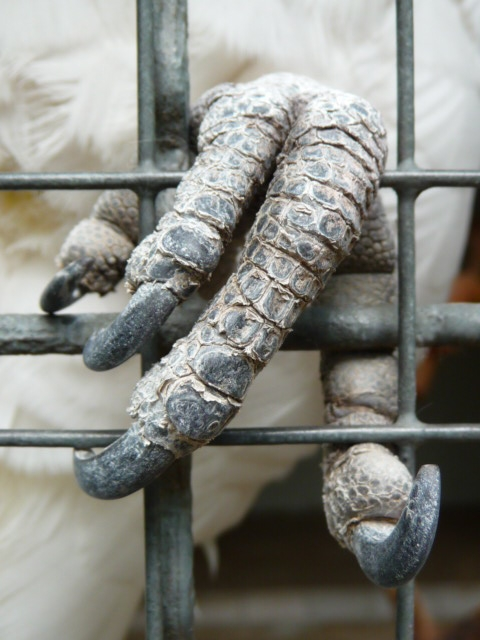
Zehen und Krallen eines Weißhaubenkakadu

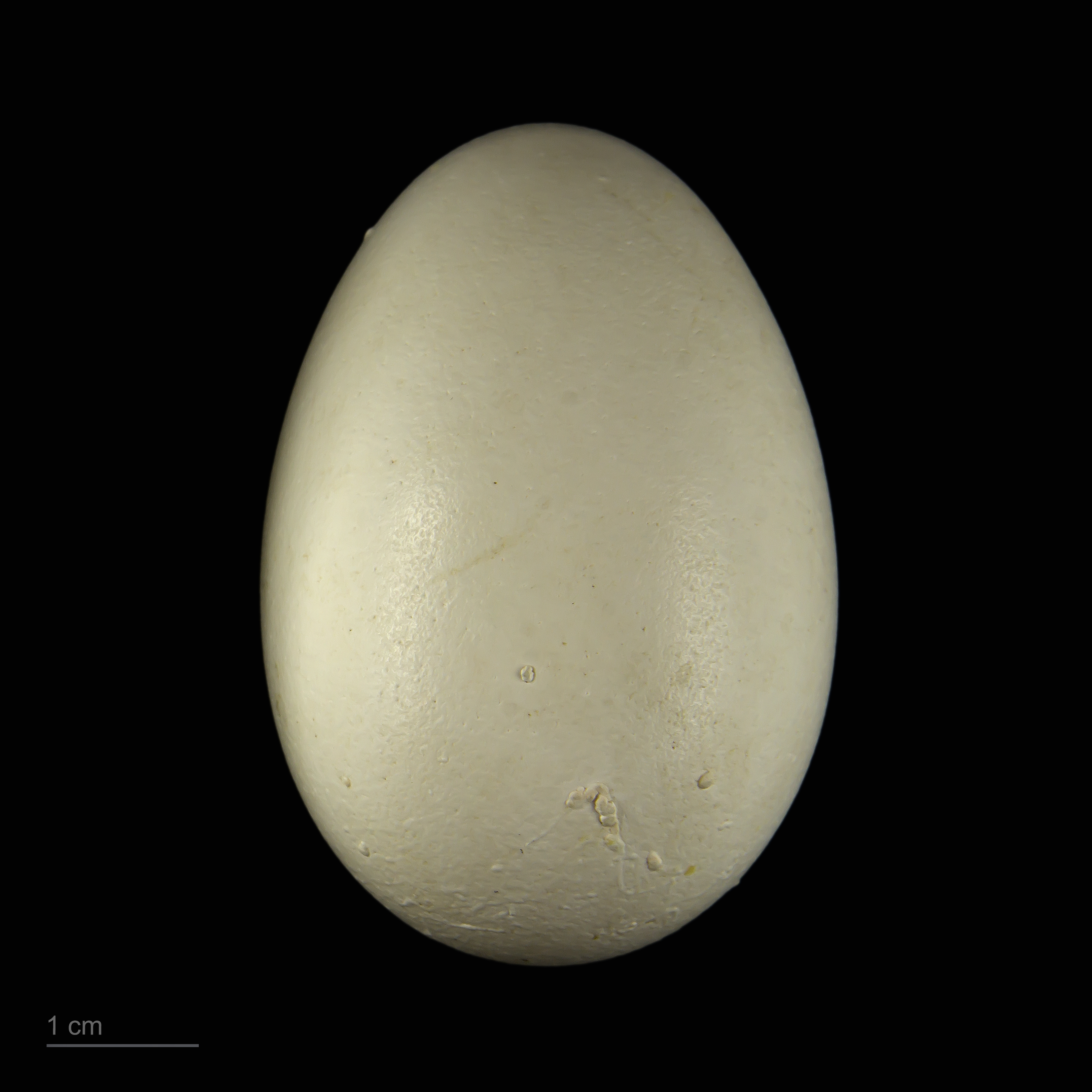
Cacatua alba

Der Weißhaubenkakadu (Cacatua alba) ist eine Kakaduart und ist der Gattung der Eigentlichen Kakadus zugeordnet. Er lebt endemisch auf Halmahera, Bacan und Obi (Obira/Obi Major) in Indonesien.

## Erscheinungsbild
Der Weißhaubenkakadu erreicht eine Körpergröße von 36 bis 45 Zentimeter. Er gehört damit zu den mittelgroßen bis großen Kakaduarten. Ein Geschlechtsdimorphismus besteht im Gefieder nicht, wohl aber in der Farbe der Iris bei adulten Tieren. 
Das Gefieder des Weißhaubenkakadus ist überwiegend weiß. Die Hand- und Armschwingen sind auf den Innenfahnen gelblich überhaucht. Ebenso sind die Schwanzfedern auf den Innenfahnen gelblich. Die rein weißen Haubenfedern sind an ihrem Ende auffallend groß. Der Schnabel ist relativ groß (bei männlichen Tieren in der Regel größer als bei weiblichen) und von gräulich schwarzer Farbe. Die Iris ist bei adulten weiblichen Tieren rötlichbraun, bei adulten männlichen Tieren wie bei Jungtieren beiderlei Geschlechts schwarzbraun bis schwarz. Die Zehen sind grau, die Krallen schwarz.

## Lebensraum und Nahrung
Das Verbreitungsgebiet des Weißhaubenkakadus sind die nördlichen Molukken. Eine Überschneidung der Verbreitung mit den ebenfalls auf den Molukken vorkommenden Molukkenkakadu kommt nicht vor. Das Klima ist typisch äquatorial und kennzeichnet sich neben ganzjährig hohen Temperaturen durch eine hohe Luftfeuchtigkeit. Die Inseln des Verbreitungsgebietes sind dicht bewaldet. Die Küsten sind mit Mangroven dicht bestanden. 
Die Nahrung des Molukkenkakadus besteht aus Früchten, Nüssen, Samen, Insekten und deren Larven.

## Lebensweise
Die Tiere halten sich bevorzugt paarweise oder in Gruppen von drei bis zehn Tieren auf. Man findet sie in Mangroven- und Sumpfgebieten, Wäldern, offenen Waldgebieten auf den hohen Bäumen. Sie sind schon von weitem zu hören. Ihr Flug ist kräftig, schnell, direkt, und wird von lauten Rufen begleitet.
Die Fortpflanzungszeit der Weißhaubenkakadus beginnt im April beziehungsweise Mai und zieht sich inklusive der Nestlingszeit bis Oktober hin. Das Gelege besteht gewöhnlich aus zwei Eiern, die überwiegend vom Weibchen bebrütet werden. Das Männchen füttert in dieser Zeit das Weibchen. Die Brutzeit beträgt etwa 29 bis 30 Tage. Die Jungvögel verlassen etwa nach 70 Tagen die Nisthöhle.

## Status
In der freien Wildbahn ist der Weißhaubenkakadu sehr selten. In der Roten Liste gefährdeter Tiere der IUCN wird er darum seit Ende 2012 als endangered (stark gefährdet) eingestuft. Zu beklagen sind Bestandsverluste durch den Fang für den Handel und durch Habitatzerstörung.

## Haltung
Die Haltung von Weißhaubenkakadus hat in Europa eine sehr lange Tradition. Bereits Kaiser Friedrich II. hielt zu Beginn des 13. Jahrhunderts einen Weißhaubenkakadu. Es handelte sich bei dem Kakadu um ein Gastgeschenk des Sultans von Babylon. Erstmals in Gefangenschaft gezüchtet wurden Weißhaubenkakadus jedoch erst 1960 bei einem US-amerikanischen Halter. Die europäische Erstzucht gelang 1967 in einem zoologischen Garten. Die deutsche Erstzucht erfolgte 1972 bei einem Privathalter.
Die Haltung von Weißhaubenkakadus ist anspruchsvoll. Eine artgerechte Haltung setzt eine paarweise Haltung in einer Voliere, die den Tieren ausreichend Flugmöglichkeit gibt, voraus. Sie ist heute in Österreich und Deutschland gesetzlich vorgeschrieben. 

## Belege